# Saint-Lary, Ariège
Saint-Lary là một xã ở tỉnh Ariège, thuộc vùng Occitanie ở phía tây nam nước Pháp.